# Камп-5 (тауншип, Миннесота)
Камп-5 (англ. Camp 5) — тауншип в округе Сент-Луис, Миннесота, США. На 2000 год его население составило 41 человек.

## География
По данным Бюро переписи населения США площадь тауншипа составляет 90,8 км², из которых 81,4 км² занимает суша, а 9,5 км² — вода (10,44 %).

## Демография
По данным переписи населения 2000 года здесь находились 41 человек, 23 домохозяйства и 12 семей. Плотность населения —  0,5 чел./км². На территории тауншипа расположено 130 построек со средней плотностью 1,6 построек на один квадратный километр. Расовый состав населения: 100,00 % белых.
Из 23 домохозяйств в 4,3 % воспитывались дети до 18 лет, в 52,2 % проживали супружеские пары и в 43,5 % домохозяйств проживали несемейные люди. 43,5 % домохозяйств состояли из одного человека, при том 17,4 % из — одиноких пожилых людей старше 65 лет. Средний размер домохозяйства — 1,78, а семьи — 2,23 человека.
7,3 % населения — младше 18 лет, 46,3 % — от 25 до 44, 41,5 % — от 45 до 64, и _ — старше 65 лет. Средний возраст — 63 года. На каждые 100 женщин приходилось 141,2 мужчин. На каждые 100 женщин старше 18 приходилось 153,3 мужчин.
Средний годовой доход домохозяйства составлял 21 071 доллар, а средний годовой доход семьи —  45 750 долларов. Средний доход мужчин —  33 750  долларов, в то время как у женщин — 11 250. Доход на душу населения составил 17 784 доллара. За чертой бедности не находилась ни одна семья и 9,7 % всего населения тауншипа.